# Biaquino III da Camino
Biaquino III da Camino (1205 circa – luglio 1274) è stato un nobile e politico italiano.

## Biografia
Figlio di Guecellone IV e nipote di Gabriele II, fu un espondente di una potente famiglia trevigiana con feudi sparsi tra il Veneto orientale e il Friuli.

### Anni '30
Biaquino fa la sua comparsa nella storia locale nel 1233. In quell'occasione, i possedimenti trevigiani della famiglia vennero confiscati in quanto Guecellone V, suo cugino, era stato identificato come mandante dell'assassino di Marino Dandolo, podestà della città. Biaquino faceva allora parte di una lega guelfa insieme allo stesso Guecellone, al fratello di lui Tolberto II, alle città di Conegliano, Ceneda e Vicenza, al vescovo di Belluno e Feltre e al patriarca di Aquileia Bertoldo di Andechs-Merania.

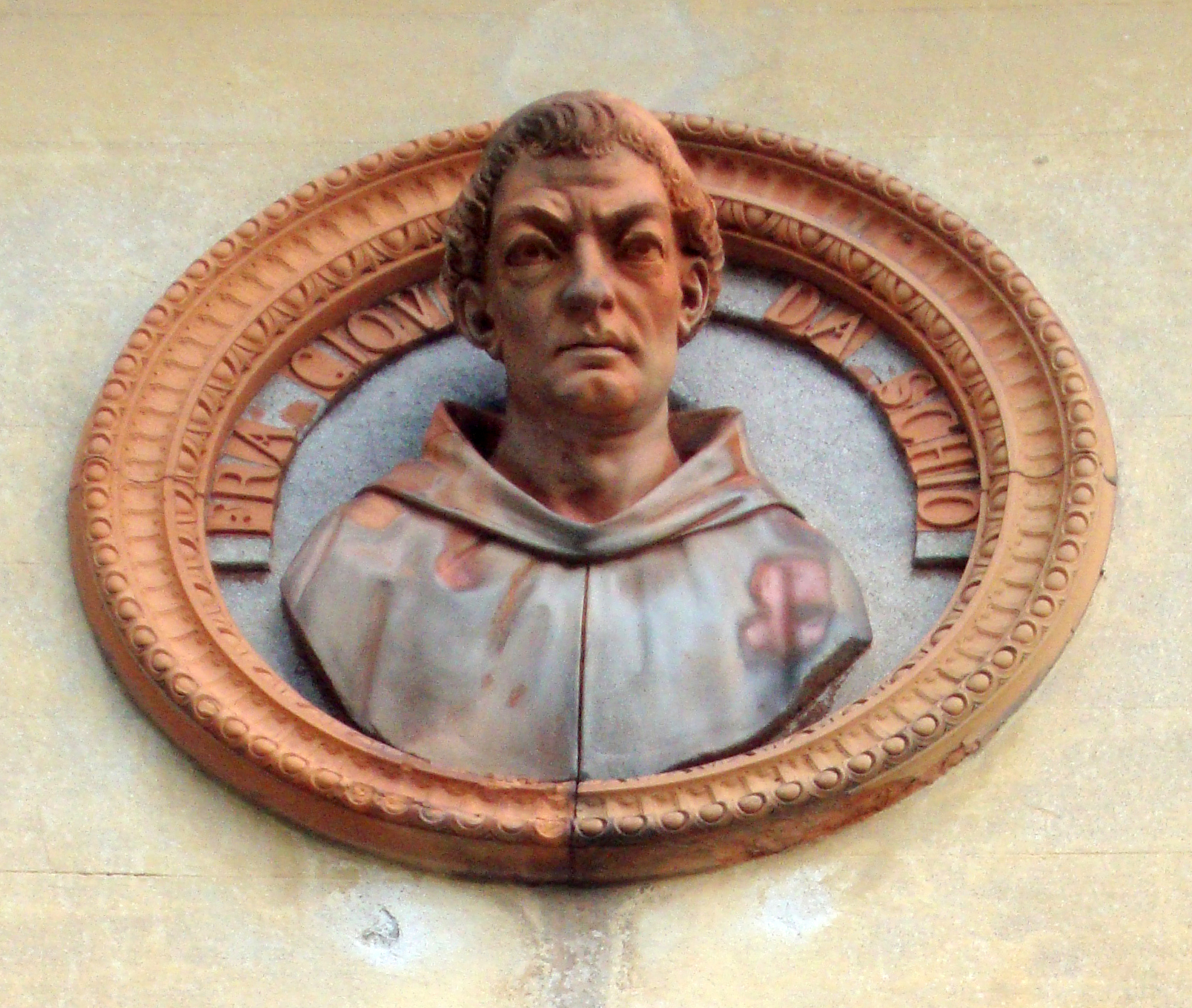
Frate Giovanni da Schio.

L'alleanza combatté sanguinosamente contro Treviso interrompendosi a fine agosto dello stesso anno, quando fra Giovanni da Vicenza tentò di concludere una pace tra le due fazioni. La proposta del predicatore risultò però svantaggiosa ai Caminesi, sicché il suo arbitrato fallì e le ostilità ricominciarono.
Nel 1235 anche Treviso passò in campo guelfo; di contro, i Caminesi nel 1239 pare che passarono brevemente a parte ghibellina, incontrando l'imperatore Federico II a Padova insieme alla potente famiglia ghibellina dei da Romano.
Tale alleanza, se veramente ci fu, durò poco in quanto nell'agosto dello stesso anno Alberico da Romano si dissociò dai suoi familiari stipulando un accordo con Biaquino e il cugino Guecellone V che permise ai tre di assoggettare il comune di Treviso: Alberico ne sarà podestà per alcuni anni prima insieme a Guecellone (1239-1241) e poi a Biaquino (1241-1243), per poi rompere con i Caminesi e rinconciliarsi col fratello Ezzelino III da Romano.

### Anni '40

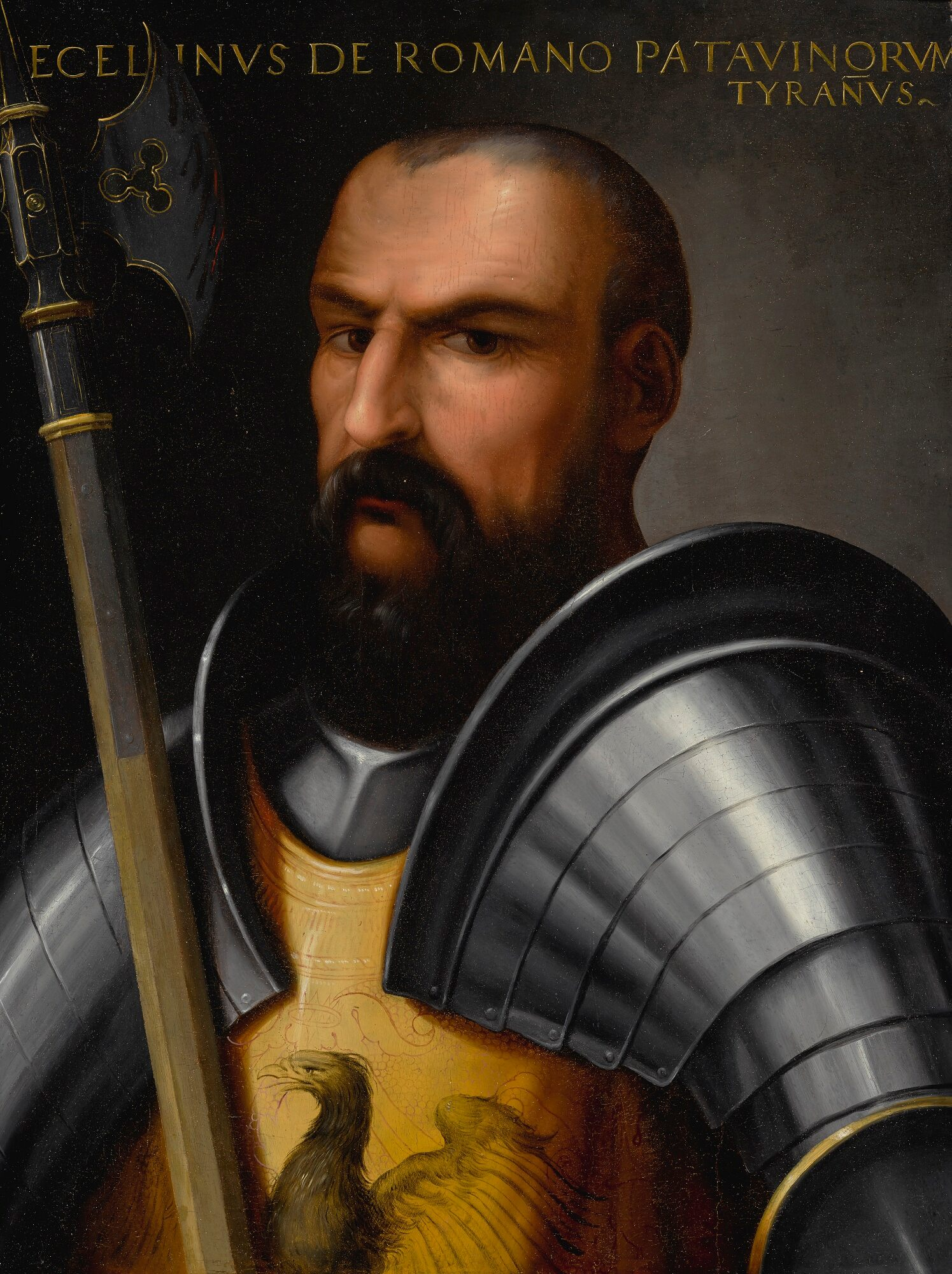
Ezzelino da Romano.

Biaquino lo si ritrova, sempre in campo guelfo, a partecipare ad un assedio di Ferrara nel 1240; a prova del prestigio che aveva ormai raggiunto sono due lettere, risalenti allo steso anno, in cui papa Gregorio IX lo invitava al concilio ecumenico che si sarebbe tenuto a Pasqua 1241 con lo scopo di dichiarare decaduto l'imperatore; un'altra missiva la ricevette dal successore Innocenzo IV.
Nel 1242 morì Guecellone V; ma mentre il fratello di quest'ultimo, Tolberto II, passò con i ghibellini di Ezzelino III da Romano, Biaquino rimase fedele alla parte guelfa. Insieme ad Alberico guidò i Trevigiani alla vittoria di una battaglia, presso Rovigo, contro i Padovani il 26 luglio 1243; si premunì anche di difendere Feltre e Belluno dagli assalti di Ezzelino, riuscendo tuttavia solo a rinviarne la capitolazione a quest'ultimo delle due città, che avvenne tra il 1248 e il 1249. L'anno prima fu l'inimicizia tra il terribile Ezzelino e Biaquino ad impedire a Tisone, figlio ancora minorenne di quest'ultimo, di prendere possesso con dispensa papale della sede vescovile di Belluno e Feltre.

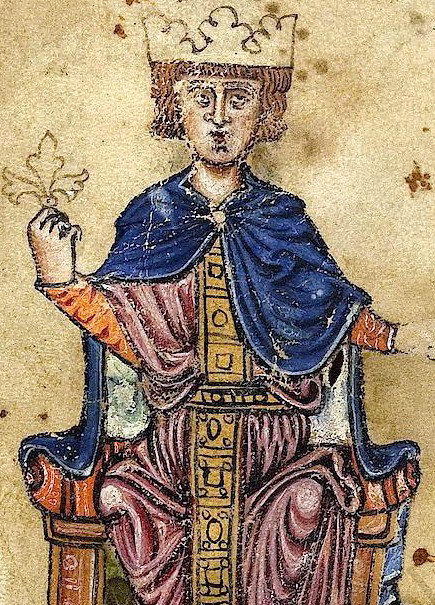
Federico II di Svevia.

Sempre 1247, Biaquino contribuì alla difesa di Parma da Federico II di Svevia; due anni dopo strinse un'alleanza con il patriarca Bertoldo, il marchese Azzo VII d'Este, il conte di San Bonifacio e le città di Brescia, Mantova e Ferrara sempre con lo scopo di contrastare l'imperatore ed il suo fidato Ezzelino.
Particolarmente intensi furono in questo periodo i rapporti con il patriarca di Aquileia per il quale fece più volte da mediatore, ottenendo in cambio una nuova investitura sui diritti sul Cadore, che la famiglia governava da sempre tramite dei propri vassalli.

### Anni '50
Biaquino continuerà a sostenere la parte guelfa anche negli anni '50, dopo la morte di Federico II; caduti anche gli Ezzelini nel 1259, Biaquino riuscì a ricucire lo strappo politico che aveva diviso la sua famiglia, riabilitando Guecellone VI, figlio di Tolberto II. Con la mediazione di Tiso VII da Camposampiero i beni caminesi rimasti senza eredi legittimi furono spartiti in modo che a Biaquino rimanessero il Cadore e i feudi sparsi nella contea di Ceneda.

### Anni '60

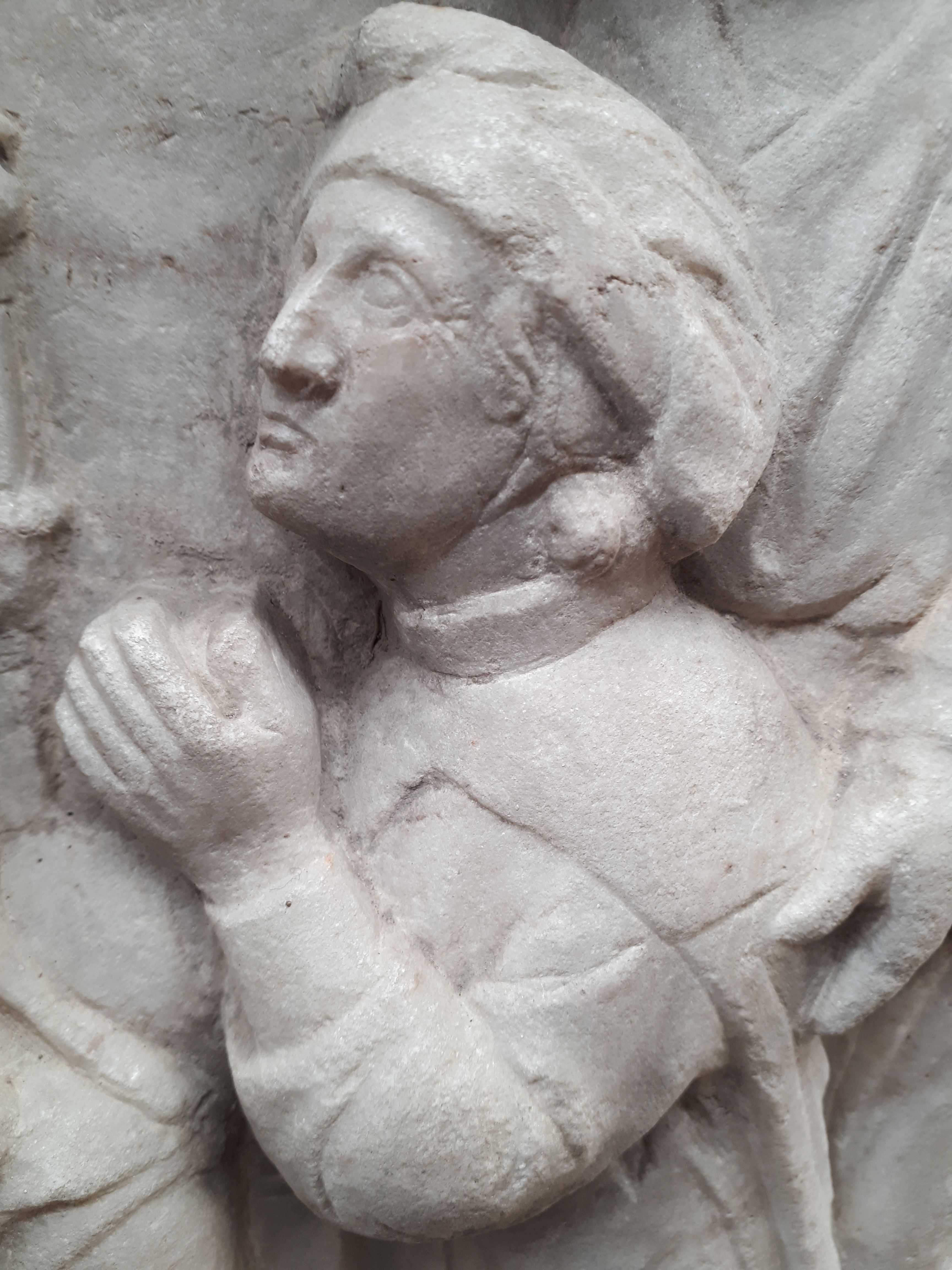
Gherardo da Camino.

Tornata la pace nella marca Trevigiana, i Caminesi a Treviso negli anni '60 mantennero le proprie posizioni filoguelfe nelle nuove diatribe sorte tra le nobili famiglie che avevano interessi in città.
In questo modo Biaquino poté spianare la strada al figlio Gherardo III, il quale poco più che ventenne risulta far parte del Consiglio dei Trecento nel 1263 insieme al padre e al cugino Guecellone VI.
Vent'anni dopo, il buon Gherardo immortalato da Dante Alighieri nella Divina Commedia poté così instaurare la signoria personale sulla città.

## Discendenza
Biaquino ebbe due mogli. Da India, figlia di Gherardo da Camposampiero ebbe:
- Tisone, vescovo eletto di Feltre-Belluno;
- Gherardo III;
- Lisa.

Da Beatrice de' Guidotti invece ebbe:
- Aica († 1270);
- Soverana o Soprana († 1293), moglie di Ugone di Taufers e poi badessa del monastero di Santa Giustina di Serravalle;
- Engelenda;
- Agnese († 1278);
- Rizzardo III;
- Tommasina.

Gli sono attribuiti anche tre figli naturali:
- Saray;
- Serravalle;
- Bernardino.